# Ernest Borgnine
Ernest Borgnine, nome artístico de Ermes Effron Borgnino (Hamden, 24 de janeiro de 1917 – Los Angeles, 8 de julho de 2012), foi um ator norte-americano de cinema, teatro e televisão.

## Biografia
Era filho de imigrantes da região de Módena, na Itália. Foi iniciado em 1931 na Ordem Demolay. Após servir por dez anos na Marinha e participar da II Guerra Mundial, Borgnine cursou a escola de teatro Randall School of Drama no estado de Connecticut, estreando na Broadway em 1949, já com 32 anos, num pequeno papel de enfermeiro, na peça de sucesso Harvey. Em 1953, já vivendo em Los Angeles, teve seu primeiro papel de destaque ao interpretar o cruel sargento "Fatso" Judson no filme From Here to Eternity, com Burt Lancaster, Montgomery Clift,  Deborah Kerr, Donna Reed e Frank Sinatra.
Em 1955, Borgnine ganhou o Oscar de melhor ator por seu trabalho como o tímido e sensível açougueiro Marty Piletti no filme Marty, também vencedor do Oscar de melhor filme e da Palma de Ouro do Festival de Cannes e que se tornou o filme de maior sucesso de crítica daquele ano. Participou de vários filmes nas décadas seguintes, como Os Vikings, O Voo da Fênix, Os Doze Condenados, Estação Polar Zebra, o lendário western Meu Ódio Será Sua Herança, O Imperador do Pólo Norte, o primeiro 'filme-catástrofe' O Destino do Poseidon e Fuga de Nova York, entre outros.
Borgnine também estrelou a série cômica McHale's Navy, no papel de um marinheiro – que ele foi na vida real por uma década antes de se tornar ator – pelo qual recebeu uma indicação ao prêmio Emmy de melhor ator de comédia.
Maçom, casado por cinco vezes, duas delas com atrizes como Katy Jurado e Ethel Merman (este casamento durou um mês), nos últimos anos, já semi-aposentado, (em janeiro de 2007 completou 90 anos) emprestou sua voz aos filmes animados de Bob Esponja e apareceu como ele mesmo na série Os Simpsons e em comerciais da tv americana.
Por sua contribuição às artes e à indústria do cinema, Borgnine, que participou como ator principal e (coadjuvante/secundário) em mais de 100 filmes em cinquenta anos de carreira, foi agraciado com uma estrela na famosa Calçada da Fama de Hollywood.
Em 2005, numa de suas últimas declarações públicas, ele, que fez ao longo da carreira diversos papéis de militares e cowboys durões, proferiu um comentário sobre o filme Brokeback Mountain, que relata a relação homossexual entre dois vaqueiros:
| “ | Eu não vi e não me importo de ver. Eu sei que eles dizem que é um bom filme, mas não me importo em assistir. Se John Wayne estivesse vivo, ele estaria rolando em seu túmulo! | ” |

Ernest Borgnine morreu de insuficiência renal, num hospital de Los Angeles, na Califórnia.

## Prêmios e indicações

### Prêmios
Oscar
- Melhor ator: Marty - 1955

 Golden Globe
- Melhor ator: Marty - 1955

 BAFTA
- Melhor ator estrangeiro: Marty - 1955